# Jacek Paszkiewicz
Jacek Ryszard Paszkiewicz (ur. 1962 w Gdańsku) – polski lekarz, urzędnik państwowy, w latach 2007–2012 prezes Narodowego Funduszu Zdrowia.

## Życiorys
W 1987 ukończył studia na Wydziale Lekarskim Akademii Medycznej w Gdańsku. Uzyskał następnie specjalizację z zakresu chorób wewnętrznych i zakaźnych, obronił doktorat w dziedzinie hepatologii.
Pracował jako asystent w Klinice Chorób Zakaźnych AM w Gdańsku, a w latach 1996–1998 jako asystent w Szpitalu MSWiA w tym mieście. Od 1999 do 2003 był dyrektorem Oddziału Branżowej Kasy Chorych, następnie przez rok dyrektorem zakładu opieki zdrowotnej.
Działał w partii Centrolewica Rzeczypospolitej Polskiej. Jako jej członek w wyborach do Parlamentu Europejskiego w 2004 kandydował z listy koalicyjnego komitetu KPEiR-PLD.
W latach 2005–2007 pełnił funkcję dyrektora do spraw medycznych Mazowieckiego Oddziału Wojewódzkiego NFZ. W listopadzie 2007 został powołany na stanowisko prezesa NFZ. Funkcję tę pełnił do czerwca 2012.